# Politikens Trykkeri 1
|  | Denne artikel er oprettet af botten PalnaBot ud fra en ekstern database. Den kan derfor have sproglige fejl eller mangler. Denne skabelon kan fjernes efter kontrol af indholdet. |

Politikens Trykkeri 1 er en film med ukendt instruktør.

## Handling
Politikens trykkeri og sætteri.Typografer i arbejde. Redaktionen samlet til møde. Man følger journalisten Peter Pen (Anker Kirkeby), som skal ud at rejse. Han forlader Politikens hus og tager en taxa. Går op i tog. Journalisten på sit kontor. Toget kører bort. Telefonen ringer ustandselig. Peter Pen hjemme privat, hvor han vartes op af en husbestyrerinde. Politikens kontor. Dame går op ad trappe og deler aviser ud. Den færdige avis kommer ud af trykkeriet. Dørskilt Peter Pen. Færdige aviser samles i bunker. Sætteri. Store papirvalser ankommer til Politikens gård. Nærbillede af seddel: "Politikens Julekoncert i aftes. Den historiske films premiere". Peter Pen forlader Politiken og tager en taxa.(Rækkefølgen af klip er ikke rigtig i forhold til den færdige film om Peter Pen).